# William H. Smathers
William H. Smathers (Haywood megye, 1891. január 7. – Asheville, 1955. szeptember 24.) az Amerikai Egyesült Államok szenátora (New Jersey, 1937–1943).